# Фронтално
„Фронтално“ е предаване на телевизия СКАТ с водещ Стефан Солаков. Представлява експертен форум с участието на специалисти по национална сигурност, външна политика, балкански отношения, устойчиво развитие и прочее. Темите са уникални за българската теливизионна среда, остро полемични и задължително с отворени телефонни линии за участието на зрителите.
Предаването се излъчва на живо в неделя от 10:30 часа.